# My Destiny
Singles de Lionel Richie
Do It to Me
(1992) Love, Oh Love
(1992)
Clip vidéo
[vidéo] « My Destiny », sur YouTube
My Destiny est une chanson du chanteur américain Lionel Richie parue sur son album Back to Front. Elle est sortie le 10 août 1992 en tant que deuxième single de l'album. La chanson est écrite et produite par Lionel Richie et coproduite par Stewart Levine. La chanson est également apparue sur les compilations Truly: The Love Songs et The Definitive Collection.
My Destiny a obtenu du succès dans divers pays en 1992, atteignant notamment le top dix en Belgique, en Irlande, au Royaume-Uni ainsi que la première place du Single Top 100 néerlandais. En France, My Destiny atteint la 18e place du Top 50. Aux États-Unis, le single a notamment atteint la 7e place du classement Adult Contemporary.

## Liste de titres
| 1. | My Destiny (Lite Mix Edit)              | 3:50 |
| 2. | Do It to Me (Rhythm Method Single Edit) | 4:35 |

| 1. | My Destiny                   | 3:49 |
| 2. | Do It to Me                  | 4:36 |
| 3. | My Destiny (Hiphouse #2 Mix) | 5:59 |
| 4. | Do It to Me (Extended Remix) | 6:32 |

## Classements
| Classements (1992–93)                  | Meilleure position |
| -------------------------------------- | ------------------ |
| Allemagne (GfK Entertainment)          | 23                 |
| Autriche (Ö3 Austria Top 40)           | 22                 |
| Belgique (Flandre Ultratop 50 Singles) | 6                  |
| États-Unis (Hot R&B Singles)           | 56                 |
| États-Unis (Adult Contemporary)        | 7                  |
| France (SNEP)                          | 18                 |
| Irlande (IRMA)                         | 10                 |
| Nouvelle-Zélande (RMNZ)                | 38                 |
| Pays-Bas (Nederlandse Top 40)          | 2                  |
| Pays-Bas (Single Top 100)              | 1                  |
| Royaume-Uni (UK Singles Chart)         | 7                  |
| Royaume-Uni (Music Week Dance Singles) | 29                 |
| Suisse (Schweizer Hitparade)           | 19                 |

| Classements (1992)            | Position |
| ----------------------------- | -------- |
| Belgique (Flandre Ultratop)   | 33       |
| Europe (Adult Contemporary)   | 1        |
| Pays-Bas (Nederlandse Top 40) | 21       |
| Pays-Bas (Single Top 100)     | 22       |